# Andreas Osiander, o Jovem
Andreas Osiander, o Jovem (26 de maio de 1562 em Blaubeuren - 21 de abril de 1617 em Tübingen), foi um teólogo luterano alemão e autor religioso.

## Vida
Filho de Lucas Osiander, O Velho estudou em 1576 na Universidade de Tübingen, em 1579 conquistou o grau acadêmico de Mestre em Filosofia. Tornou-se então Pároco em Vaihingen an der Enz, e em Tübingen fez teologia e também Astronomia. Em 1584 tornou-se Diácono em Urach, em 1587 Sacerdote em Güglingen, em 1590 Pregador em Stuttgart junto com seu pai.
Recebeu o título de Doutor em Teologia em 1592, em 1598 foi-lhe dado o posto de Superintendente Geral e de Prelado em Adelberg. Em 1605 tornou-se Professor de Teologia, e Preposto da Igreja do Colégio de Tübingen e Chanceler da Universidade de Tübingen, cargo que ocupou até a sua morte.
Osiander participou de vários debates religiosos, tanto em 1589 na cidade de Baden como em 1601 em Regensburgo. Escreveu também Dissertações e Disputas sobre o Livro de Concórdia e sobre outras obras polêmicas. Desistiu também de uma biblia illustrata em 1600, que era obra de seu pai, exerceu algumas atividade como autor de hinos (dos quais três são conhecidos) e lançou em 1590 em Tübingen um pequeno opúsculo sobre a comunhão.

## Obras selecionadas
- De omnipraesentia Christi contra Christi. Waldensem. 1587
- Responsum ad analysin Gregorii de Valentia de ecclesia. 1593
- Papa non papa h. e. papae et papicolarum de praecipius chr. Fidei partibus lutherana. Tübingen 1599, 1610 u. ö.
- Praktisch-erbauliches wirtembergisches Communicantenbüchlein. 1590 u. ö.
- Assertiones Theologicae, De Conciliis. Tübingen, 1606
- Oratio Funebris, De Vita Et Obitu Illustrissimi Celsissimique Principis Ac Domini, Domini Friderici, Ducis Würtembergensis & Teccensis ...: qui 29. Ianuarii, Anno 1608. Stutgardiae defunctus est. Tübingen 1608
- Sermon Sur LẺvangile Ordinaire Du Quatrieme Dimenche apres lẺpiphanie: Presché à Montbeliard audit Dimenche, lản M.DC.IX. Mömpelgard, 1609
- Inquisitio Catholica De Tractandis Haereticis: Opposita Inquisitioni Hispanicae, eiusq[ue] crudelitatis authoribus & defensoribus. Tübingen, 1610
- Dissertatio De Fuga Pestis. Tübingen 1611
- Themata De Mediatore Theanthropō Jesu Christi Tum Personam tum officium eius spectantia. Tübingen, 1612

## Literatura
- Christian Gottlieb Jöcher: Allgemeines Gelehrten-Lexicon. Bd. 3, Sp. 1119 (Online)
- Karl Pfaff: Wirtenbergischer Plutarch: Lebensbeschreibungen berühmter Wirtenberger. Verlag J. M. Seeger, Esslingen, 1832, Bd. 2, S. 91 (Online)
- Wolfram Angerbauer: Das Kanzleramt an der Universität Tübingen und seine Inhaber 1590-1817. S. 29 Verlag J. C. B. Mohr (Paul Siebeck), Tübingen, 1972, ISBN 3-16-833471-5, (Onlineleseprobe)